# Біоценотичні кризи
Біоценотичною кризою називається ланцюг подій, в результаті яких порушуються міжвидові зв'язки, біоценоз втрачає цілісність, види, складові угруповання, вимирають. В палеонтологічному літописі свідченням біоценотичної кризи є різке прискорення зміни таксонів, різке зникнення звичайних до цього форм, вибухоподібна поява нових форм.

## Причинами біоценотичної кризи можуть бути
- Зміна зовнішнього чи внутрішнього середовища біогеоценозу. Як правило, під цим мається на увазі швидка зміна параметрів клімату, солоності води, хімічного складу ґрунту тощо, або поява нового елемента в угрупованні в результаті міграції (наприклад, зміна біоценозів Північної і Південної Америк при появі Панамського перешийка).
- Внутрішні події в угрупованні. Під цим мають на увазі або еволюційні придбання, які різко змінюють статус видів в рамках співтовариства (наприклад, виникнення коадаптації комах-запилювачів і квіткових рослин під час крейдяної біоценотичної кризи різко підвищило конкурентоспроможність і квіткових і запилювачів), або вимирання одного з елементів спільноти. До внутрішніх подій можна також віднести випадання однієї з ланок сукцесії, в результаті чого стає неможливим нормальне відновлення клімаксної екосистеми.
- Імпактний вплив: разова подія катастрофічного характеру, типу падіння метеорита, виверження вулкана і т. д. Слід звернути увагу, що роль імпактів у розвитку біоценотичних криз вважається дуже незначною: деякі дослідники взагалі заперечують їх вплив на еволюцію, а деякі - припускають, що імпакт можуть виступати в ролі тригера, тобто запускати процеси руйнування в уже нестабільних екосистемах.

В результаті біоценотичних криз в першу чергу вимирають, як правило, найбільш пристосовані і конкурентоспроможні в колишньому біоценозі види, оскільки вони найбільш жорстко адаптовані до умов зникаючого біоценотичного середовища. На основі елементів, що залишилися з колишнього ценозу, а також рудеральних угруповань починається некогерентна еволюція, що характеризується високим темпом, великим розмахом змін, раптовим виникненням і зникненням груп організмів, яка закінчується в міру заповнення ніш і формування стійкого ценозу.
Біоценотічна криза може охоплювати різні рівні екосистем - біоценоз, біом, всю біосферу. Найбільшими біосферними кризами вважаються Киснева катастрофа, Кембрійський вибух, Масове пермське вимирання, Крейдяна біоценотична криза. В. В. Жеріхин вказує на деякі риси передкризової ситуації в умовах сучасного впливу людини на природу.

## Ресурси Інтернета
- Татаринов Л. П., Расницын А. П. Эволюция и биоценотические кризисы. – Л.: Наука", 1987. - 159 с. [
- Иванов В.Д. Меловой биоценотический кризис. 2000 [Архівовано 31 травня 2012 у Wayback Machine.]
- Еськов К.Ю. Мезозойские биоценотические кризисы. "Ангиоспермизация мира" (средний мел) и "Великое вымирание" (конец мела). Импактные и биотические гипотезы